# Titration

Allgemeiner Versuchsaufbau:
oben: Bürette mit Maßlösung,
unten: Erlenmeyerkolben (besser Titrierkolben) mit Probelösung

Die Titration (Titrimetrie, Volumetrie oder auch Maßanalyse) ist ein Verfahren der quantitativen Analyse in der Chemie. Ein bekannter Stoff, dessen Konzentration unbekannt ist (Probelösung), wird in einer gezielten chemischen Reaktion mit einer Maßlösung umgesetzt, deren Konzentration genau bekannt ist. Das Volumen der verbrauchten Maßlösung wird dabei gemessen und anhand der Stöchiometrie die unbekannte Konzentration der Probelösung berechnet.
Das Verfahren ist auch mit geringem apparativen Aufwand möglich und wird daher schon früh in der Grundausbildung eingesetzt. Da die Messergebnisse bei optimierten Titrationsverfahren sehr genau sind und sich die Titration gut automatisieren lässt, findet es breite Anwendung in der analytischen Chemie.
In der Medizin sowie Pharmakologie wird unter Titration der Prozess der Dosisanpassung verstanden, allmählich die Dosis eines Arzneimittels durch Auf- oder Abdosierung zu regulieren, bis optimale Ergebnisse erreicht werden (Dosistitration, engl. dose titration).
Zu den Begründern der Titration zählen Joseph Louis Gay-Lussac, François Antoine Henri Descroizilles, Claude-Louis Berthollet sowie Louis-Nicolas Vauquelin in Frankreich Ende des 18. und Anfang des 19. Jahrhunderts.

## Allgemeines Verfahren
Mit einer Bürette wird zu einer Probelösung (Titrand) ein Reagenz bekannter Konzentration (die Maßlösung, auch Titrator, Titrant oder Titrans genannt), hinzugetropft, bis die Äquivalentstoffmenge erreicht ist (auch Äquivalenzpunkt oder Endpunkt genannt). Die Endpunkterkennung kann hierbei vielfältig mit chemischen und physikalischen Methoden erfolgen und unterscheidet auch die verschiedenen Titrationsarten. An der Bürette kann das verbrauchte Volumen abgelesen werden. Vor Beginn der eigentlichen Titration wird der Gehalt (Stoffmengenkonzentration c in [mol/l]) der Maßlösung genau bestimmt und ein Korrekturfaktor, der sogenannte Titer, ermittelt, um die Genauigkeit der Messung zu erhöhen.

## Reaktionstypen
Titrationen lassen sich nach Typ der chemischen Reaktion unterscheiden.

### Säure-Base-Titration
Bei der Titration kommt es zur Säure-Base-Reaktion. Die Endpunkterkennung kann durch Zusatz von pH-Indikatoren und einen Farbumschlag erfolgen. Es ist auch möglich, den pH-Wert mit Elektroden zu messen und den Endpunkt durch Auftragung von pH-Wert und verbrauchter Maßlösung zu ermitteln.

### Fällungstitration
Es werden Fällungsreaktionen zur Bestimmung genutzt. Die Reaktion von Silberionen Ag+ mit Chloridionen Cl− (Argentometrie) zeigen den Endpunkt manchmal durch Zusammenballen des milchigen Niederschlages an (Methoden nach Gay-Lussac und Liebig), manchmal unterstützt durch die Zugabe eines Farbstoffes wie Eosin oder Fluorescein (Titration nach Fajans) oder durch Entstehen eines farbigen Produktes wie Eisenrhodanid (nach Titration nach Volhard) oder Silberchromat (Titration nach Mohr).
Ein Sonderfall ist die hydrolytische Fällungstitration, bei der mit einem Alkalisalz einer schwachen Säure titriert wird. Ein Beispiel hierzu ist die Bestimmung der Gesamthärte mit Kaliumpalmitatlösung, bei der das Palmitation nach Überschreiten des Äquivalenzpunktes mit Wasser hydrolytisch zu Hydroxidionen reagiert.

### Komplexometrische Bestimmung
Die Bestimmung beruht auf Komplexbildungsreaktionen. Dabei können Farbstoffe zugesetzt werden oder die Farbänderung durch Bildung eines Komplexes photometrisch verfolgt werden und somit auch instrumentell bestimmt werden. Weit verbreitet ist die Titration mit EDTA.

### Redox-Titration
In manchen Fällen kann man Redox-Reaktionen zur Bestimmung ausnutzen. Bekannte Verfahren sind die Manganometrie, Iodatometrie, Bromatometrie oder die Cerimetrie, die jeweils nach verwendeter Maßlösung benannt sind.

### Phasentransfer
Die 2-Phasen-Titration nach Epton dient zur Bestimmung von ionischen Tensiden in wässriger Lösung. Der Endpunkt ist der Farbumschlag einer Farbstoffmischung in der organisch-chlorierten Phase.

### Polyelektrolyttitration
Sie dient der Bestimmung des kationischen Bedarfs von Polyelektrolyten. Als Titrant wird bei anionischen Suspensionen PolyDADMAC und bei kationischen Kaliumpolyvinylsulfat verwendet.

## Auswertung
Um die Titration auszuwerten, wird in der Regel zunächst die Stoffmenge nM des in der Maßlösung vorhandenen Stoffes aus dem verbrauchten Volumen VT an Maßlösung bis zum Äquivalenzpunkt mit Hilfe der Formel
{\displaystyle n_{\text{M}}=c\cdot V_{\text{T}}}
bestimmt. Für die Rechnung muss bei der Konzentration der sog. Titer fT (falls angegeben) berücksichtigt werden:
{\displaystyle c_{\text{Ist}}=c_{\text{Soll}}\cdot f_{\text{T}}}
Um die Stoffmenge nP des zu bestimmenden Stoffes in der Probelösung zu bestimmen, müssen die Äquivalentzahlen der Maßlösung (zM) und der Probelösung (zP) mit einbezogen werden:
{\displaystyle n_{\text{P}}={\dfrac {z_{\text{M}}}{z_{\text{P}}}}\cdot n_{\text{M}}}
Für die Umrechnung Masse zu Stoffmenge bzw. andersherum kann folgende Formel verwendet werden:
{\displaystyle n={\dfrac {m}{M}}\ \Leftrightarrow \ m=M\cdot n}

## Endpunkterkennung
- chemische Indikatoren (visuell)
  - Farbumschlag von Indikatoren
  - Niederschläge (Fällungsreaktionen)
- physikalische Indikatoren (instrumentell)
  - potentiometrische Titration beruht auf der sprunghaften Veränderung des elektrochemischen Potentials
  - pH-Wert-Messung mittels Glaselektrode
  - Biamperometrie
  - Konduktometrische Endpunktbestimmungen beruhen auf Messungen der elektrischen Leitfähigkeit
  - Thermometrische bzw. enthalpische Endpunktsbestimmungen

## Titrationsarten

### Direkte Titration
Bei der direkten Titration werden Probelösung und Reagenzlösung unmittelbar miteinander umgesetzt. Dabei wird die Probelösung vorgelegt und mit der Reagenzlösung direkt titriert. Bei der inversen Titration wird hingegen eine abgemessene Menge an Reagenzlösung mit der Probelösung titriert.

### Indirekte Titration
Bei der indirekten Titration wird der zu untersuchende Stoff vor der Titration in einer chemischen Reaktion umgesetzt. Der zu bestimmende Stoff wird in einer chemischen Reaktion zu einem genau festgelegten anderen Stoff umgesetzt, der dann titrimetrisch bestimmt wird. Man unterscheidet weiterhin in Rücktitration, bei der die Probelösung mit einem bestimmten Volumen an Reagenzlösung vollständig umgesetzt wird und anschließend der unverbrauchte Teil der Reagenzlösung durch eine Titration bestimmt wird, sowie Substitutionstitration, bei der ein zu bestimmender Stoff zunächst einen anderen Stoff (z. B. Ersatzkation) freisetzt („substituiert“), der dann rücktitriert werden kann.

## Spezielle Titrationen
- Aminzahl
- Boehm-Titration
- Bromzahl
- Chemischer Sauerstoffbedarf (CSB)
- Epton-Titration
- Esterzahl (EZ; Menge von KOH in mg, erforderlich für die Verseifung von Estern in 1 g Fett)[4]
- Halbtitration zur Bestimmung der Säurekonstante (pKS) einer Säure
- Iodzahl[4]
- Karl-Fischer-Verfahren zur Bestimmung des Wassergehaltes
- Leitfähigkeitstitration
- Neutralisationszahl (NZ; Menge von KOH in mg, erforderlich für die Neutralisation aller freien Säuren in 1 g Fett)
- Ölbedarf
- Peroxidzahl (POZ, Menge des als Peroxid gebundenen Sauerstoffs in mval O2 pro kg, der sich leicht als aktiver Sauerstoff abspalten lässt)
- Säurezahl (SZ; Menge von KOH in mg, erforderlich für die Neutralisation der freien organischen Säuren in 1 g Fett)[4]
- Verseifungszahl[4]
- wasserfreie Titration

## Automatisierte Titration

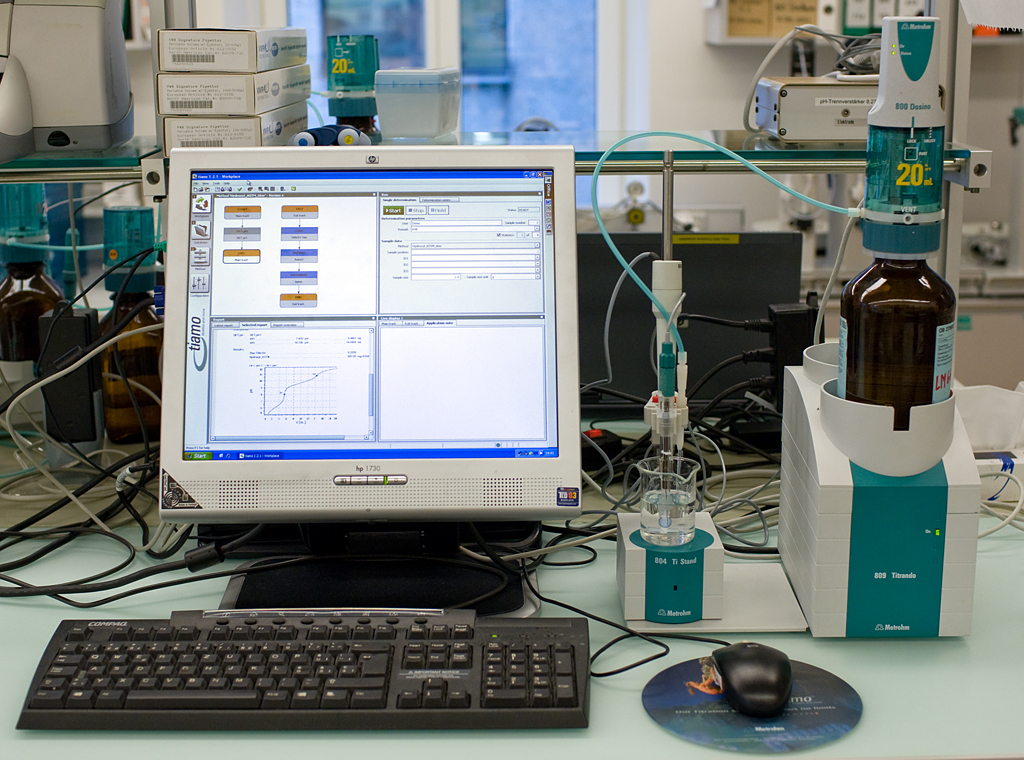
Automatischer Titrator

Die verschiedenen Reaktionstypen und Titrationsarten können im automatisierten Laborreaktorsystem realisiert werden. Ein Laborautomatisierungssystem erfasst mit Hilfe einer geeigneten Sonde (pH-Glaselektrode, Leitfähigkeitssonde, Trübungssonde, Farbsonde, …) den Zustand und steuert über eine Dosierpumpe die Zugabe der Reagenzlösung. Die zugegebene Menge wird meist durch automatische Messung der Gewichtsabnahme des Reagenz-Vorlagbehälters ermittelt.

## Volumetrie ohne Titration
Eine besonders einfache Art der Volumetrie dient zur Volumenbestimmung eines Gases, indem dieses ein entsprechendes Flüssigkeitsvolumen verdrängt. Zu beachten ist, dass die Flüssigkeit passend zum zu bestimmenden Gas gewählt werden muss. Die Stickstoffbestimmung per Azotometer etwa nutzt dies, indem als Flüssigkeit eine Kaliumhydroxidlösung eingesetzt wird: diese absorbiert bei der Bestimmung ebenfalls entstehendes Kohlenstoffdioxid und Wasser und erlaubt es, das Stickstoffvolumen direkt an einer Maßskala der Azotometerbürette abzulesen.